# Olga Fédchenko
Olga Alexandrovna Armfeldt de Fédchenko (translitera del cirílico en ruso: О́льга Алекса́ндровна Фе́дченко) (18 (30) de octubre de 1845, Moscú-24 de abril de 1921, Petrogrado) fue una botánica rusa que fue miembro correspondiente de la Academia de las Ciencias de Rusia, en San Petersburgo. Era la esposa del biólogo y geógrafo Alexeï Fédchenko (1844-1873), y la madre del naturalista y botánico Boris Fédchenko (1872-1947), e hija del profesor de medicina de la Universidad de Moscú, Alexandre Armfeldt (1806-1868). Al uso de su tiempo se utilizó para el alfabeto latino, la ortografía alemana de su nombre, es decir, Fedtschenko.

## Biografía

### Primeros años
Olga Armfeldt nació en el Departamento de su padre, profesor de medicina en la Universidad de Moscú e inspector de la Institución Nicolás. Era la tercera hija de nueve hijos (cinco hijas y cuatro varones). Recibió una educación en casa hasta la edad de once años. Aprendió dibujo, música, francés y alemán, y luego se unió a la institución Nicolas. Se interesó en la botánica y la zoología. Olga Armfeldt pasaba sus vacaciones veraniegas en la propiedad del barrio de Tropariovo en la uyezd de Mozhaisk, donde armó un herbario entre 1861 a 1862 permitiendo que el botánico Nikolai Kauffmann (1834-1870) para ampliar su catálogo titulado La Flore de Moscou. También reunió una colección de insectos que enumeraría más adelante su marido.
El zoólogo Nikolai Senger (1844-1871) hizo admitir a la niña de diecinueve años, en 1864, en la Sociedad Imperial de los amantes de las ciencias naturales, antropología y etnografía, la cual había sido fundada por él y por Bogdanov. Participó activamente en el trabajo y la investigación de esa sociedad científica, mientras daba lecciones de historia, dibujo, alemán y francés, a pesar de que era financieramente independiente. Tradujo artículos del alemán y del francés para la revista rusa Jardinería (Sadovodstvo) incluyendo las letras zoológicos de famosos (Zoologische Briefe) de Gustav Jäger (1832-1917) y una gran parte del libro de Josef Maximilian Petri Über das Seelenleben der Tiere (Acerca de la vida mental de los animales).

### Estudios y viajes científicos
Entonces Olga trabaja en el Museo Zoológico, donde conoció a su futuro esposo, Alexei Fedchenko que acababa de terminar sus estudios en ciencias naturales, donde se especializó en antropología y zoología. Ellos tradujeron juntos el primer tomo de Anthropologie de Theodor Weiz publicado en 1867. Y ella traduce las obras científicas de antropología, dominio que estudió al mismo tiempo y organizó con Fédchenko exposiciones etnográficas en el museo en 1867. Se casaron el 2 de julio de 1867 y pasan su luna de miel en Escandinavia, en especial en el Gran Ducado de Finlandia y en Suecia. Ayudó a su marido en Helsingfors y en Estocolmo en mediciones de cráneos; y dibujándolos, en particular por medio de un pantógrafo.
A principios de 1868, la joven pareja se encuentra en Austria y Italia, donde recogen, investigan y coleccionan hierbas e insectos que luego dibujaban. Su marido mientras tanto se preparaba para una expedición al Turkestán, donde Olga fue nombrada botánica principal. Participan antes de partir en la primera conferencia de las Ciencias de la Universidad de San Petersburgo.

### Expedición al Turkestán (1868-1872)

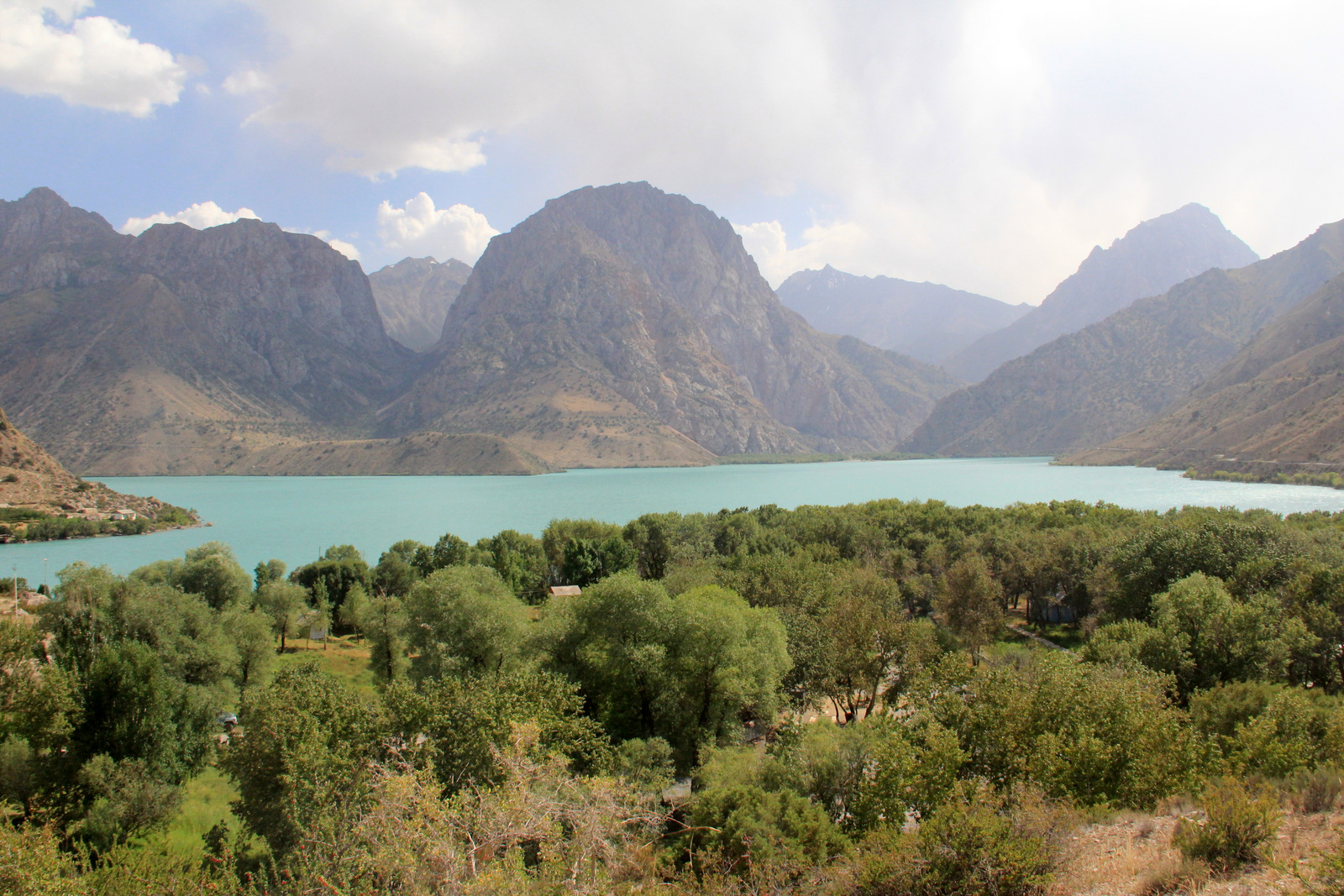
Lago Iskanderkul.

Olga Fédchenko acompañó a su esposo durante una expedición científica organizada por él y la Sociedad de los Naturalistas de Moscú. El Turquestán era una región muy poco estudiada y la joven pareja pasó tres años con un breve descanso. Arribaron a Samarcanda en enero de 1869, y luego irían a Taskent. Ella pintaba y dibujaba las comunidades que atravesaban, así como copias para su marido. El envío no era siempre agradable y a la preparación científica se sumaba la necesidad de los científicos de hacer frente al peligro. Eran escoltados por una sotnia (centurios) de cosacos-artilleros. El futuro héroe de la guerra ruso-turca de 1877-1878, Skobelev, comandó un tiempo a los cosacos. Un día, la expedición fue atacada por las tribus de montaña en la garganta, cerca del lago Kolon i-Kul, en Panjakent (hoy Tayikistán). Olga Fédchenko curaba a los heridos y demostraba un gran dominio de sí misma. De 1869 a 1871, los esposos Fédchenko hacen cuatro expediciones: a lo largo del valle del río Zeravshan, hacia el lago Iskanderkul, por el desierto de Kyzyl Koum y po el valle de Fergana, hasta los montes Trans-Alai.
Entre cada expedición, los esposos Fédchenko seguían participando en Taskent para analizar los resultados de sus investigaciones y de los materiales obtenidos. Al mismo tiempo, Olga Fédchenko se ocupaba de sus colecciones de insectos y se correspondía con los estudiosos rusos y extranjeros, mientras bosquejaba los lugares visitados. Alekséi Savrásov (1830-1897) pintó sus estudios y bocetos.
Los herbarios de Olga Fédchenko reunió miles de plantas, muchas de los cuales eran estudiadas por primera vez. Envió a Moscú, raíces de Ferula moschata que fueron plantadas en el jardín botánico. Los materiales de esos herbarios de Turkestán y sus colecciones de invertebrados fueron estudiados por naturalistas rusos. Fue galardonada con la gran medalla de oro de la Sociedad Imperial de amantes de las ciencias naturales, antropología y etnografía. Al regreso de Moscú, estudió todos esos materiales y participó en la organización del Departamento de Turkestán para la Exposición politécnica de 1872.

### Viaje por Europa
En septiembre de 1872, los esposos Fédchenko deciden ir a Europa Occidental con la intención de estudiar los glaciares del Mont Blanc, a fin de preparar una expedición a Pamir. Pasaron el invierno de 1872 a 1873 en Leipzig, donde nace su hijo Boris, luego se van a Heidelberg en marzo de 1873 donde traduce el artículo de Henry Youle Hind L'Histoire et la géographie de Amou-Daria para Les Nouvelles de la Société géographique. Esa traducción, con comentarios y notas de su marido, recibió la medalla de plata de la Sociedad Imperial de geografía entregado por Nikolai Khanykov (1822-1878). Los esposos pasaron seis semanas en Lucerna donde exploraron el glaciar de Grindenwald y arribaron al lago Lemán en agosto de 1873. Se instalaron en Montreux donde Olga reposó con su pequeño bebé. Alexei, por su parte, va a Chamonix para escalar el Monte Blanc. Pero murió con solo veintinueve años. Ese final trágico golpeó a la joven, pero decide reagruparse y continuar la obra de su marido. Se publicarían los envíos de Turkestán, utiliza los científicos, y escribe ella misma estudios y comentarios. La publicación estaría lista en dos años gracias a su energía y profesionalismo. Comprendía un álbum de litografías Vues du Turkestan russe selon les dessins d'après nature d'O.A. Fedtchenko. El zoólogo Vassili Oulianine y otros científicos participaron en la redacción de las descripciones de la fauna y de la flora del Turkestán. Apareció en varios volúmenes, con fondos adelantados por el general Constantino von Kaufmann, de la Sociedad Imperial de entusiastas de la ciencia natural. Las veinticuatro publicaciones llevaban el nombre de su marido en el frontispicio
La obra Voyage à Kokand, album de vues et de données anthropologiques à propos des autochtones du Turkestan, con comentarios de Bogdanov, y publicado gracias a Olga Fédchenko. Escribió igualmente en 1874 Fedtschenkos Reisen in Turkestan 1868-1870. Como señal de atención y homenaje a su trabajo, el emperador Alejandro II de Rusia le envió un brazalete adornado con diamantes y rubíes.

### Trabajos hacia fines de siglo
Una parte significativa de la obra de Olga Fédchenko de fin de siglo la consagró a la botánica, en particular con la flora de Asia central. Ella apoyó a su hijo que estudió ciencias naturales en la Universidad de Moscú, convirtiéndose en un distinguido botánico.
De 1881 a 1887, Olga Fédchenko estudió la flora del Gubérniya de Moscú y con su hijo participó del estudio del herbario de los uyezds de Mozhaisk y de Sérpujov. También se ocupó del herbario del jardín boticario de Moscú dependiente de la Universidad de Moscú y publicado en 1890 como catálogos de musgos en los boletines del Jardín imperial de San Petersburgo. Entonces emprendió varios viajes de estudio con su hijo. En primer lugar en los montes Urales entre 1891 a 1892, en Crimea en 1893, en Transcaucasia en 1894, y a continuación, volvió a Turquestán, donde estudia las floras de los montes Tian occidentales en 1897. Partió con su hijo a Pamir en 1901, hasta la frontera de la actual Afganistán, para recoger de nuevo el material botánico.
Publicó Matériaux pour la flore de l'Altaï méridional, Catalogue des plantes recueillies dans l'ouyezd d'Omsk, Catalogue de l'herbier de l'expédition scientifique du Turkestan, Flore du Pamir, etc.

### Jardín de aclimatación
Olga Fédchenko cumplió su sueño en 1895: construyó un jardín de aclimatación de plantas meridionales y orientales. Esta en su propiedad de Olguino (ouyezd de Mozhaisk). Durante veinticinco años, Olga Fédchenko, aclimató plantas decorativas, estudiándolas y organizándolas cuidadosamente. Tenía una pasión particular para las iris. El jardín fue conocido por botánicos en toda Europa y hubo intercambio de semillas y plantas raras.

### Trabajos con sus hijos
Su hijo Boris se convirtió en profesor de geobotánica y especialista de la flora de Asia Central. En 1900, fue nombrado botánico principal del Jardín imperial botánico de San Petersburgo. Así Olga decide con su hijo irse a la capital imperial. Organizaron en 1901 una expedición a Pamir. Olga de cincuanta y cinco años y Boris veintinueve. Llegaron a Chougnan prácticamente inaccesible al sudoeste, a lo largo del río Piandj hacia la frontera de Afganistán, reuniendo mucha cantidad de información sobre la flora de Pamir.
Olga retornó dos veces a Turkestán: una en 1910, otra en 1915; de setenta años y su última expedición.
También visitó Exposiciones botánicas internacionales, como la de Londres, colaboró con el Jardín Botánico de Berlín, de Londres, el Conservatorio y Jardín Botánico de Ginebra. Participó en 1898 en la X Conferencia de naturalistas que se hizo en Kiev y continuó en Viena, Ginebra, París, Londres, Berlín. Su nombre fue conocido entre los botánicos de todo el mundo. Trabajó hasta el final de su vida: un mes antes de su muerte en marzo de 1921, lanzó su publicación septuagésima Nouveaux matériaux pour la connaissance du genre "Eremurus".

### Membresías de sociedades científicas
Olga Fédchenko fue miembro en 1874 de la "Sociedad de amateurs de Ciencias naturales, antropología y etnografía de la Universidad de Moscú donde fue secretaria varios años más tarde. También miembro de la Société Impériale des Naturalistes de Moscou.
En 1906, miembro correspondiente de la Academia de las Ciencias de San Petersburgo: la primera mujer en ocupar ese puesto entre los botánicos en Rusia.
También miembro de varias sociedades extranjeras, como la Sociedad de Geografía de París, la Academia de Ciencias de Boston, la Academia internacional de geografía botánica, etc.

## Homenajes

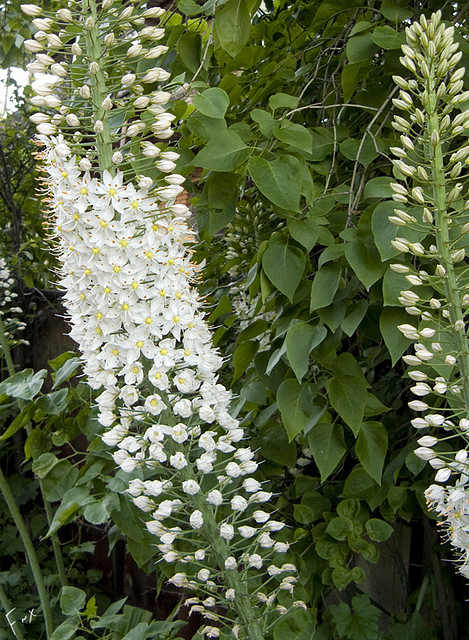
Lis de las estepas Olga, en su honor por Eduard von Regel

En 1922, después de su muerte, el botánico Modeste Iline, del Jardín botánico de la Academia de Ciencias de Rusia soviética (ex jardín botánico imperial) la honra con un género de Asteraceae de Asia central Olgaea Iljin.
Alrededor de un centenar de especies de plantas en treinta familias usan el epíteto de su nombre de pila Olga, en su honor (olgae). Un número de ellos han sido estudiados por Eduard von Regel.
La rosa Rosa fedtschenkoana encontrado en Pamir y los montes Tian fue nombrado después de Olga Fedchenko.

## Algunas publicaciones
- (en ruso) Материал к флоре Южного Алтая [Materiales para la flora de el Altaï meridional]

- (en ruso) Список растений, собранных в Омском уезде в 1898 году [Catálogo de especies vegetales recueillies dans l'ouyezd d'Omsk en 1899]

- (en francés) Note sur quelques plantes de Boukharie

- (en francés) Matériaux pour la flore de la Crimée. En Bull. de l'herbier Boissier, Genève, 1902 (con su hijo Boris Fedchenko)

- (en francés) Matériaux pour la flore de Caucase, idem

- (en ruso) Ranunculaceae Русского Туркестана [Ranunculaceae del Turkestán ruso]

- (en ruso) Высшие тайнобрачные Русского Туркестана [Les cryptogames supérieurs du Turkestan russe]
- (en ruso) Каталог гербария Туркестанской учёной экспедиции [Catalogue de l'herbier de l'expédition scientifique du Turkestan]
- (en ruso) Список Orobanchaceae гербария [Liste de l'herbier des Orobanchaceae] // in Мат-лы к познанию фауны и флоры Росс. империи. Отд. ботан.. — 1899. — В. 3. — pp.203—210.

## Fuente
- La abreviatura «O.Fedtsch.» se emplea para indicar a Olga Fédchenko como autoridad en la descripción y clasificación científica de los vegetales.[1]